# Stiens
Stiens is een dorp in de gemeente Leeuwarden, in de Nederlandse provincie Friesland. Stiens ligt aan de provinciale weg N357 tussen Hallum en Leeuwarden. De Stienservaart loopt door het dorp. In 2023 telde het dorp 7.830 inwoners.
De buurtschappen Horne, Tichelwerk, Truurd, en een klein stukje van Bartlehiem liggen in het postcodegebied van Stiens. Stiens was van 1965 tot 2018 de hoofdplaats van de voormalige gemeente Leeuwarderadeel.

## Geschiedenis
Het dorp is ontstaan op een terp die voor de christelijke jaartelling op een kwelderwal werd opgeworpen. De terp van Stiens is een van een rijtje terpen op deze kwelderwal en groeide uit tot een van de belangrijke terpdorpen.
In de 13e eeuw werd het vermeld als Steninge, in 1335 als Steynsinghum, in 1399 als Stienzede en Steenzede, in 1418 als Stenze, in 1466 als Steens in de 16e eeuw als Steninge en Steens. De plaats zou verwijzen naar de familie Steninge of de persoon Stêna.

## Sint-Vituskerk
In het hart van Stiens ligt de hervormde Sint-Vituskerk, die als katholieke kerk werd gesticht door Benedictijnen van de Abdij van Corvey. De kerk was een zusterkerk van de Sint-Vituskerk van Oldehove. De kerk is gewijd aan de heiligen Vitus en Anna. In de lege nissen naast de deur in de toren hebben waarschijnlijk de beelden van Vitus en Anna gestaan.
Om de kerk ligt een eivormig kerkhof omzoomd door 120 bomen van circa 200 jaar oud. Deze bomen staan als twee ringen om het kerkhof. De toegang tot het kerkhof is door draaihekjes. Dit was vanwege de veemarkt die om de kerk gehouden werd. Loslopend vee kon zo niet op het kerkhof komen.

## Molens
In de omgeving van Stiens staan verschillende molens. In het dorp zelf staat de korenmolen De Hoop, oorspronkelijk gebouwd in 1853 en tweemaal herbouwd, in 1978 en in 1992 na brand. Aan de zuidwestrand van het dorp staat De Kleine Molen, ook Binnema Molen genoemd, een poldermolen die als de kleinste achtkante molen van Nederland wordt beschouwd. Ten oosten van het dorp bevindt zich de Steenhuistermolen, eveneens een poldermolen en ten noorden staat de poldermolen de Slagdijkstermolen, nabij het dorp Finkum.

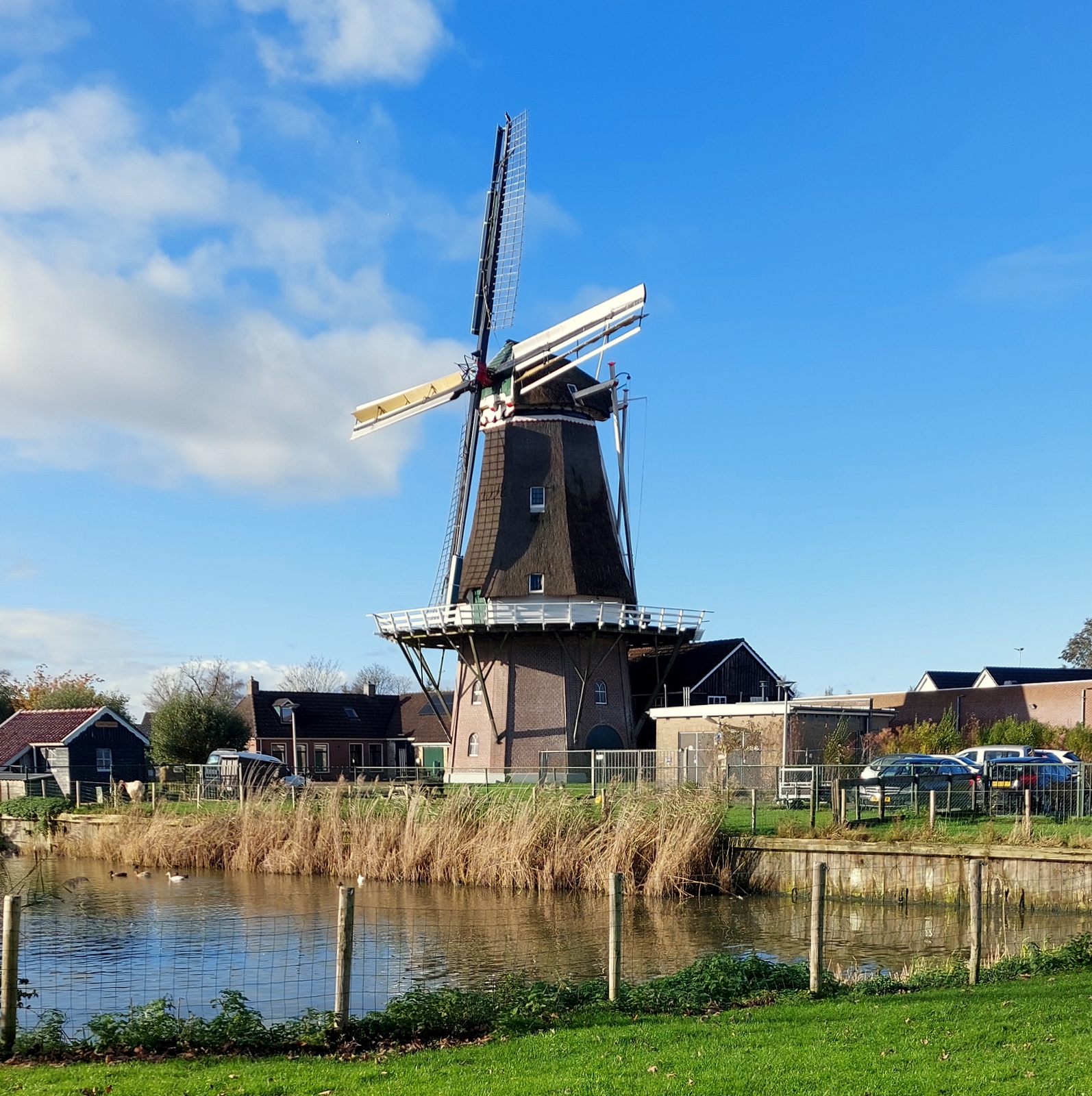
De Hoop
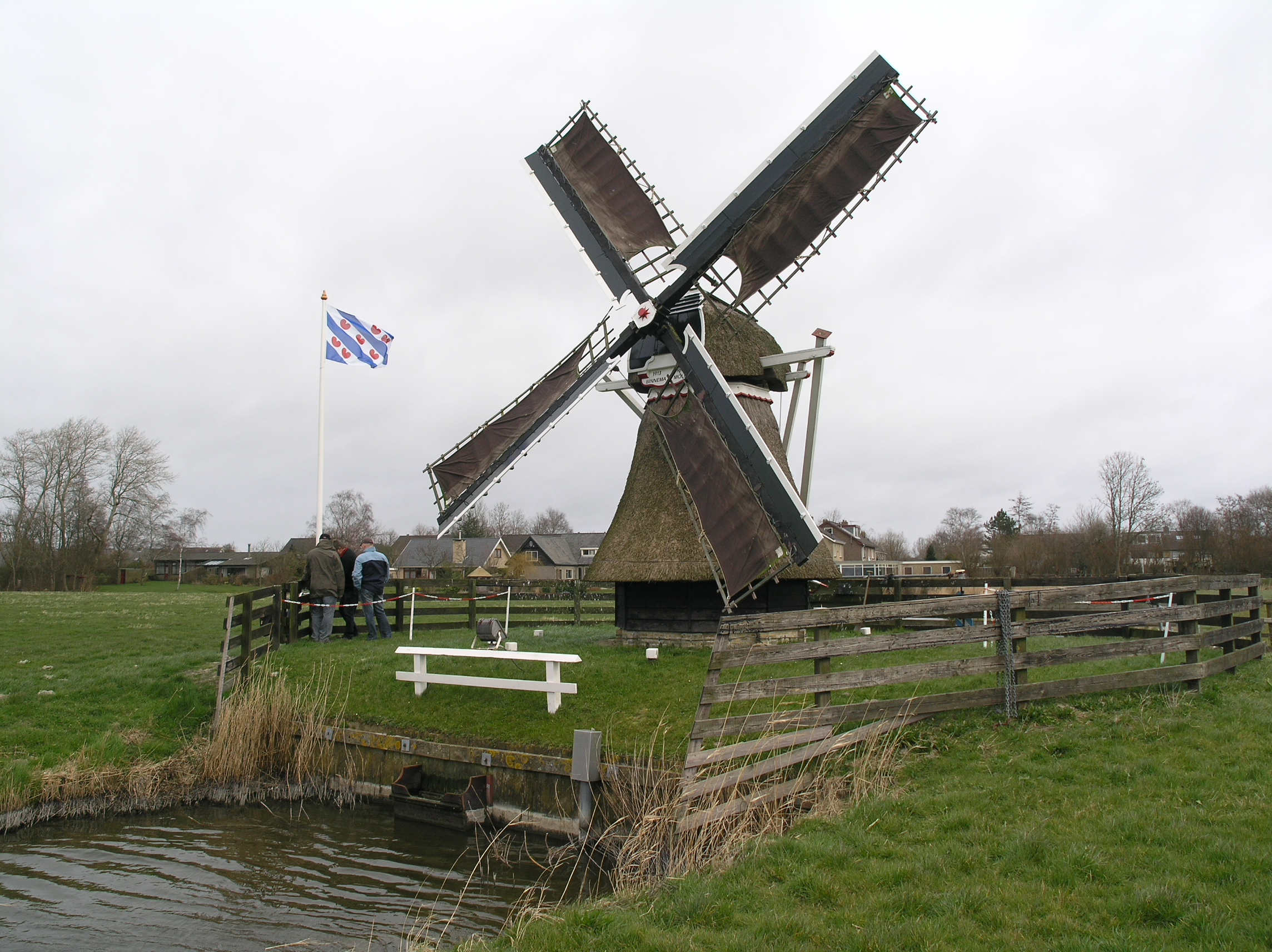
De Kleine Molen
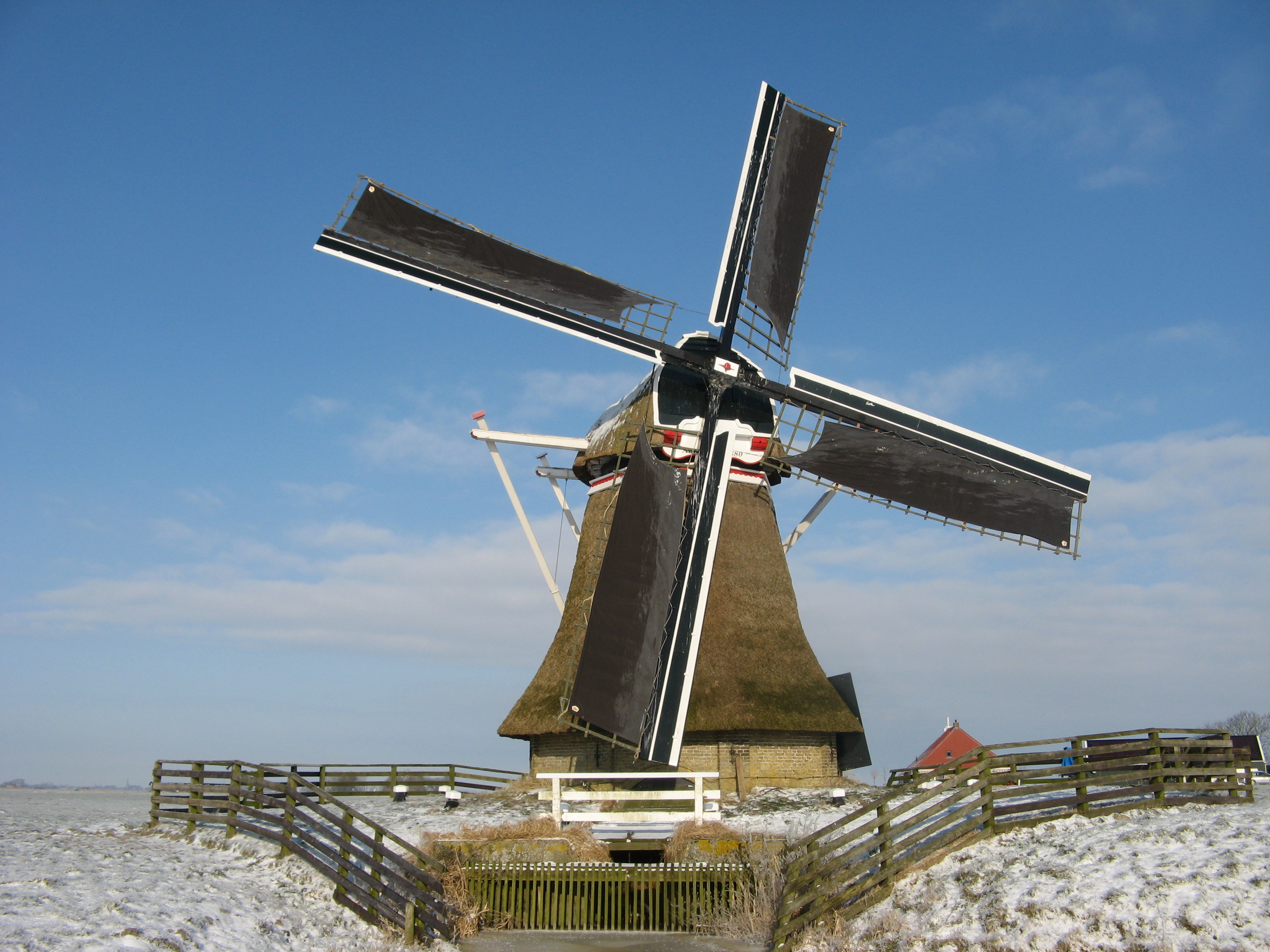
Steenhuistermolen

## Sport

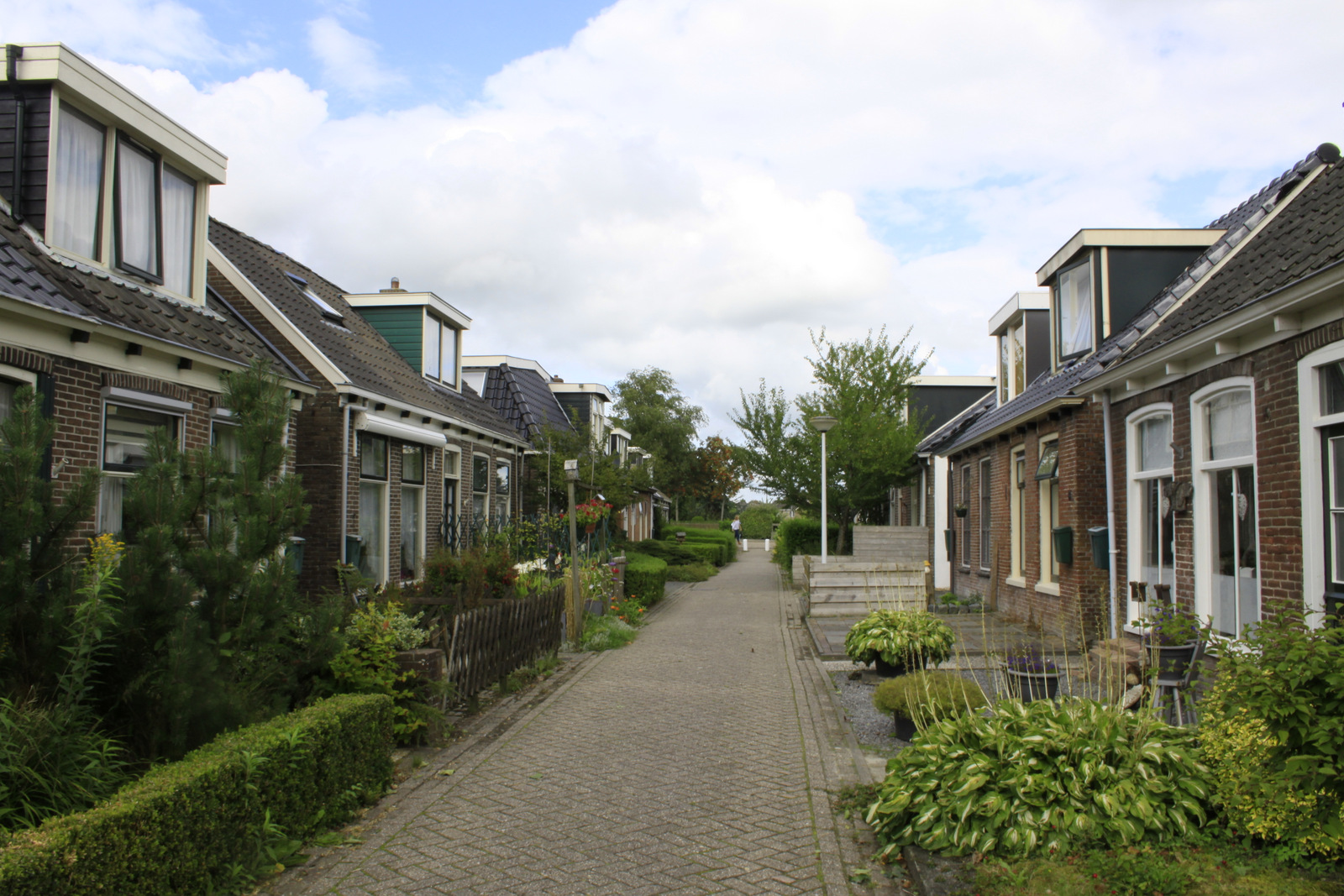
Straat in Stiens

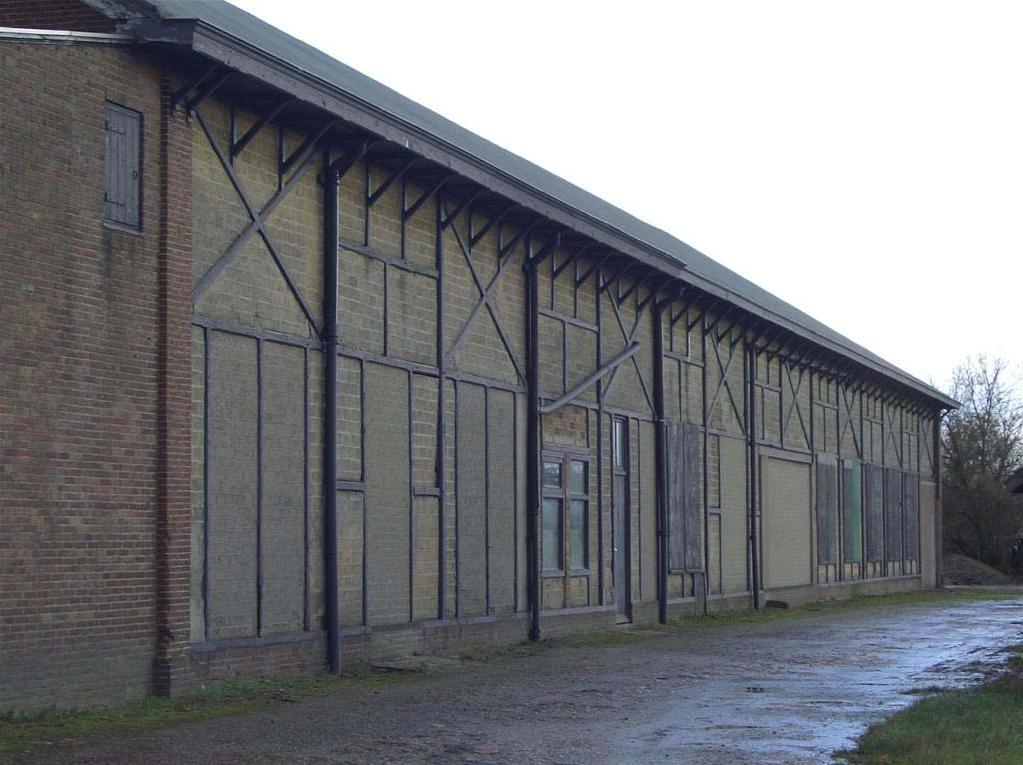
De Remise

Het dorp had twee voetbalverenigingen maar deze zijn in 2010 gefuseerd tot SC Stiens. In 1894 werd de kaatsvereniging KC De Boer opgericht en in 1962 de Gymnastiekvereniging SGC. In 2008 is de handbalvereniging HV Stiens samengegaan met handbalvereniging SGK '47 uit Sint Annaparochie in FHC.
In 1983 is de zaalvoetbalvereniging Avanti opgericht en in 2001 de Stichting Topzaalvoetbal AVANTI Friesland. De club behaalde zowel met de heren als met de dames de Eredivisie, de absolute top van Nederland.
In het nabijgelegen dorp Britsum is de korfbalvereniging CSL. Kv CSL heeft een kunstgrasveld in Britsum voor het buitenseizoen (lente en zomer) en tijdens het binnenseizoen (herfst en winter) wordt er in sportcomplex "It Gryn" gespeeld. In dit sportcomplex bevindt zich een zwembad en buitenbad, en 2 sporthallen. Vlak bij het sportcentrum ligt de kantine van de voetbalclub SC Stiens en rondom liggen de voetbalvelden.

## Cultuur
Het Shantykoor Bluswater is in 1998 opgericht en is ontstaan uit het brandweerkorps van de gemeente Leeuwarderadeel. Ook is er de muziekvereniging Takostu. Voor de rest is er nog een bieb, en is er een bos, ookwel Stienzerbos genoemd.
Aan de oostelijke rand van Stiens staat de kinderboerderij "De Doniastate" 

## Onderwijs
Het dorp heeft drie basisscholen; OBS De Jint, OBS De Twilling en CBS De Sprankel.

## Jabikspaad
De oostelijke route van het Jabikspaad, de Friese Camino de Santiago, gaat door Stiens. Het Jabikspaad is 130 kilometer lang en loopt van Sint Jacobiparochie naar Hasselt.

## Bevolkingsontwikkeling
| 1999 | 2002 | 2003 | 2004 | 2006 | 2007 | 2017 | 2018 | 2019 | 2021 | 2023 |
| ---- | ---- | ---- | ---- | ---- | ---- | ---- | ---- | ---- | ---- | ---- |
| 7589 | 7835 | 7808 | 7780 | 7804 | 7867 | 7545 | 7806 | 7580 | 7695 | 7830 |

## Bekende (oud-)inwoners

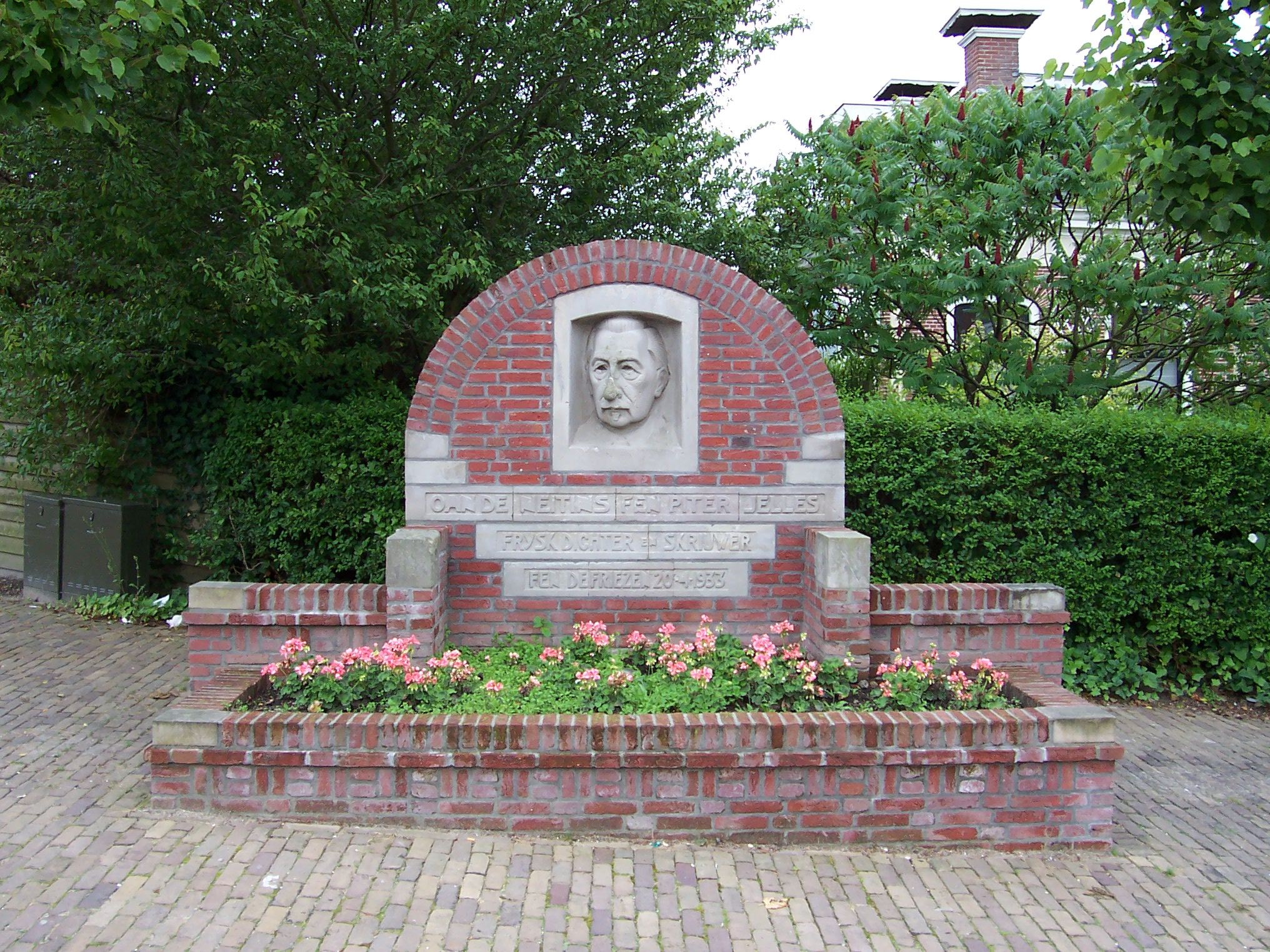
Monument voor Pieter Jelles Troelstra

De socialistische voorman Pieter Jelles Troelstra groeide op in Stiens, alwaar zijn vader de ontvanger der belastingen was. Troelstra was ook een bekende Friestalige schrijver en dichter.
Andere bekende Stiensers zijn:
- M.B. Hoogeveen (1863-1941), onderwijzer, bedenker van het leesplankje
- Arie Boomsma (1974), presentator
- René van der Weij (1982), voetballer
- Mayon Kuipers (1988), langebaanschaatser
- Joost Klein (1997), artiest

### Geboren in Stiens
- Arjen Sevenster (1881-1973), landbouwer, geoïst en landhervormer
- Reinder Brolsma (1882-1953), schrijver, journalist
- Johannes Boelstra (1886-1951), hoofdcommissaris Rotterdam
- Rigtje Boelstra (1893-1969), rundveefokster, tekenares
- Willem Kok, (1903-1969), classicus
- Abe Bonnema (1926-2001), architect
- Piet Dankert (1934-2003), PvdA-politicus
- Greetje Bijma (1956), zangeres
- Marije Cornelissen (1974), GroenLinks-politica